# Свети Атанасий (Райчица)
Вижте пояснителната страница за други значения на Свети Атанасий.
„Свети Атанасий“ (на македонска литературна норма: „Свети Атанасиј“) е възрожденска църква в дебърското село Райчица, Северна Македония. Църквата е част от Дебърско-Реканското архиерейско наместничество на Дебърско-Кичевската епархия на Македонската православна църква – Охридска архиепископия.
Църквата се намира в горната махала на Райчица Влаовци, в гъста широколистна гора, в малък дол над самия град Дебър. Църквата започва да се гради на мястото на по-малка църквичка в 1868 година. Осветена е в 1877 година. Църквата имала имот 17692 m2 и лозе во местността Клакои от 825 m2. На входа от лявата страна има надпис на църковнославянски, който гласи: „Овой свети храм Светяго Атанасия се започна во лето 1866 и се зографиса во 1875, во тоа време беше епитроп Ангеле Митре се потрудия друштво со сите бракя селани за вечна им памят – от ръката на зографот Кръсте Колов от Лазарополе“. Църквата е била главен храм на Райчката църковна енория и останалите четири църкви са ѝ били подчинени. Около църквата има гробища.